# La cornisa
La cornisa (títol original en anglès, The Ledge) és una pel·lícula dramàtica de thriller estatunidenc del 2011 escrita i dirigida per Matthew Chapman, protagonitzada per Charlie Hunnam, Terrence Howard, Liv Tyler, Christopher Gorham i Patrick Wilson. Es va estrenar el 8 de juliol de 2011, va ser un fracàs de taquilla i va ser valorada negativament per la crítica. S'ha doblat al valencià per a À Punt, i també s'ha doblat i subtitulat al català central.

## Repartiment
- Charlie Hunnam com a Gavin Nichols
- Patrick Wilson com a Joe
- Liv Tyler com a Shana
- Terrence Howard com a Hollis Lucetti
- Christopher Gorham com a Chris